# Quiriacus van Augsburg
Quiriacus van Augsburg (overleden 304, Augsburg) was een martelaar, die samen met Afra van Augsburg en diens moeder Hilaria in Augsburg ten tijde van de christenvervolging onder Diocletianus werd vermoord. Hij wordt herdacht op 12 augustus. Relieken van Quiriacus worden in de H. Ulrich basiliek te Augsburg bewaard.
Een metgezel van Quiriacus zou ook Dionysius van Augsburg zijn, een broer van Hilaria en oom van Afra van Augsburg.